# Mansa Sandaki
Mansa Sandaki, död 1390, var en afrikansk härskare. Han var mansa, monark, i Maliriket mellan cirka 1389 och 1390.